# Daniel Gastl
Daniel Gastl (ur. 28 czerwca 1993) – austriacki zapaśnik walczący w stylu klasycznym. Zajął osiemnaste miejsce na mistrzostwach świata w 2022 roku. 
Brązowy medalista mistrzostw Europy w 2022. Osiemnasty na igrzyskach europejskich w 2015 i siódmy w 2019. Akademicki wicemistrz świata w 2016. Wicemistrz świata juniorów w 2013 roku.